# 仙台風俗店経営者強盗殺人事件
仙台風俗店経営者強盗殺人事件（せんだいふうぞくてんけいえいしゃごうとうさつじんじけん）とは、2004年に宮城県仙台市で風俗店経営者が殺害されて現金を奪われた強盗殺人事件である。

## 概要
2004年9月4日に風俗店経営者が仙台市太白区秋保町の山林で殺害される事件が発生。被害者は頭を強く打たれていた。
事件で2009年8月14日、宮城県警察暴力団対策課はA・B・C・D・Eを監禁容疑で逮捕。その後、共謀して首をロープで絞め、頭をバールで殴り殺害して10月6日ごろまでに被害者の自宅金庫から現金約5000万円を奪うなどしたとしたとして2009年8月31日にA・B・C・D・Eを逮捕監禁罪、営利目的誘拐罪で起訴、11月16日にA・B・Cの3人を強盗殺人罪、Dを強盗罪で追起訴した。

### 裁判経過
A
- 1999年の殺人事件にも関わったと自供したが、2010年8月27日に本件の事件で無期懲役の有罪判決 [1]。本事件との間に覚せい剤取締法違反の罪などで2001年に実刑判決が確定し服役していたため、本事件に併合罪は適用されず仙台地裁の無期懲役判決が確定した。（1999年の殺人事件で懲役15年の有罪判決が確定）。

B
- 2010年10月27日の仙台地方裁判所判決で強盗殺人の部分のみ「殺害現場ではロープを引っ張る殺害行為はしていない」と認定して強盗致死罪を適用。Aの殺害計画を一緒に立てたとする旨の証言は不自然なところがあるとして退けた。そして懲役15年（求刑無期懲役）とした[2]。検察はこの判決を不服として控訴した。
- 2011年7月19日、仙台高等裁判所は、一審には事実誤認があるとして懲役15年の一審判決を破棄して差し戻しを命じた[3]。弁護側はこの決定に対して最高裁に上告した。
- 2012年3月5日、最高裁判所第2小法廷は弁護側の上告を棄却し、差し戻しが確定した。一審が裁判員裁判だった事件での差し戻し判決確定は初。再び裁判員裁判が行われた。
- 2013年2月8日、仙台地方裁判所は、差し戻し一審で求刑通り無期懲役判決[4]。
- 2014年2月27日、仙台高等裁判所は、差し戻し二審で懲役15年（求刑無期懲役）判決[5]。
- 2014年4月18日、上告取り下げ、懲役15年判決が確定した。

C
- 他の2つの殺人事件の容疑もかけられているため、裁判員裁判初の三区分に分けての審理となり[6]、11月4日にほう助罪で有罪とする一審判決が言い渡された。検察は遺体の処理などで共謀があったとしているが本人は無罪を主張していた。
- 2013年4月25日、仙台高等裁判所は、求刑通り無期懲役とした一審・仙台地裁の裁判員裁判判決を支持し、検察、弁護側双方の控訴を棄却した[7]。

D
- 2010年2月24日に仙台地裁で懲役5年（求刑懲役10年）の判決。弁護側は控訴した。
- 2010年7月20日、仙台高裁は一審判決を支持して弁護側の控訴を棄却。

E
- 2010年7月15日に仙台地裁は2000年の自衛隊員殺害事件と逮捕監禁、営利目的誘拐罪で求刑通り懲役17年の有罪判決。弁護側はこの判決を不服として控訴。
- 2010年12月27日、仙台高裁は一審の懲役17年を支持して控訴を棄却した。

## 関連事件
- 東京都中野区暴力団組員殺害事件 - 1999年に起きた殺人事件。本事件で逮捕されたAの自供で発覚。Cも殺人で起訴されるが一審は無罪判決。
- 亘理町自衛官殺害事件 - 2000年に起きた殺人事件。CとEに容疑がかけられた。